# Felix Blum

## Leben und Arbeit
Von 1992 bis 1997 studierte Felix Blum Sportjournalismus an der Deutschen Sporthochschule in Köln mit Diplomabschluss. Es folgte von 2004 bis 2005 eine Weiterbildung in „International Producing“ an der Internationalen Filmschule (ifs) in Köln unter Simon Perry. Im Jahr 2000 gründete er zusammen mit Arne Ludwig, Holger Hage, Daniel Hetzer, Ulf Janssen, Peter Pedaci und Till Franzen die Kölner Produktionsfirma Discofilm GmbH und war 6 Jahre Geschäftsführer.
Mit Christoph Bauer gründete Felix Blum 2006 die Film- und Fernsehproduktionsfirma Propellerfilm mit Sitz in Berlin und Köln.

## Filmografie Kino
- 2017: Gutland. Kinospielfilm von Govinda Van Maele, Koproduktion mit Les Films Fauves (Luxemburg) und Novak prod (Belgien)
- 2017: Grenzfahrer. Dokumentarfilm von Daniel Carsenty und Mohammed Abugeth
- 2016: Memory of the Bones. Dokumentarfilm von Facundo Beraudi, Koproduktion mit Roccomotion (Argentinien)
- 2016: Berlin Syndrome. Service Produktion, Kinospielfilm von Cate Shortland, Production Aquarius Films, Premiere in Sundance, Panorama Berlinale 2017
- 2015: Breathe (Lilien im Winter). Kinospielfilm von Mark Dornford-May, Koproduktion mit Advantage (Südafrika), Premiere auf der Berlinale 2015 (Berlinale Special), deutscher Kinostart durch Arsenal im August 2015
- 2013: Freistil – Der Jazz und China. Dokumentarfilm von Mathias Frick, 90 min
- 2011: ADHD – Rush Hour. Dokumentarfilm von Stella Savino, Koproduktion mit Partner Media Invest (Italien)
- 2010: Feathered Cocaine. Kinodokumentarfilm von Marino Orn Arnason und Thorkell S. Hardarson, Koproduktion mit Markel (Island), 81 min, Premiere in Tribeca Film Festival, ausgewählt für den Wettbewerb Hot Docs Toronto, International Documentary Film Festival Amsterdam
- 2008: Der Besucher (Originaltitel: Muukalainen). Spielfilm von Jukka-Pekka Valkeapää mit Pavel Liska, 35 mm, 100 min, Koproduktion mit Bluelight (England), Helsinki Filmi (Finnland) und Exit Film (Estland), Vertrieb Wild Bunch. Premiere auf den Filmfestspielen von Venedig
- 2006: Der große Ausverkauf. Kinodokumentarfilm von Florian Opitz über Privatisierung, 94 min, lief auf über 20 Festivals (Hot Docs Toronto, Chicago, Rom, Göteborg, Nyon)
- 2005: Die blaue Grenze. Spielfilm von Till Franzen mit Antoine Monot, Jr., Dominique Horwitz, Hanna Schygulla, 106 min
- 2004: Status Yo! Spielfilm von Till Hastreiter, 35 mm, 120 min Koproduktion mit Gute Filme, Switzerland Premiere auf der Berlinale ‘04

## Filmografie Fernsehen
- 2017 SCHMUGGLERS PARADIES, 45 min, WDR
- 2016 DAS GROßE LOCH, 45 min, WDR
- 2014–2016 YOUR STREET MY STAGE, 7 × 26 min Dokureihe für Red Bull Global TV
- 2015 ERNST GENNAT, Dokumentation, Sat.1, 45 min.
- 2015 IM HERZEN DES MOULIN ROUGE, Dokumentation, Arte, 52 min.
- 2015 BRÜDER DES JIHADS?, Dokumentation, WDR/ARD, 52 min.
- 2014–2015 COWBOY & DANDY, Doku-Fiction Reihe, ProSieben Maxx, 5 × 45 min.
- 2013–2015 ROST N ROLL, Doku-Fiction Reihe, History Channel, 18 × 25 min.
- 2008–2015 GALILEO, Beiträge, ProSieben, ca. 50 × 3-14 min.
- 2014 SUPERHELDEN, Dokumentation, Pro7, 52 min.
- 2013 GALILEO 15 JAHRE – JUBILÄUMSSENDUNG, Show, Pro7, ausgezeichnet mit dem European Science TV AWARD 2015
- 2012–2013 100 METER BAYERN, Doku-Serie, Bayerischer Rundfunk, 8 × 30 min.
- 2011–2012 HISTORY NOW!, Magazinformat, Pro7, 2 × 45 min.
- 2011: Show des Scheiterns, für ZDFkultur, 8 × 55 min, Show
- 2011: History Now!, für Pro7, Pilot 45 min, Magazinformat
- 2010: Gendoping, für ARTE, 52 min, Dokumentation
- 2010: Forensik-Entführung, für ZDFneo, 45 min, Dokumentation
- 2009/2010: Bauer ermittelt, für ZDFneo, 8 × 30 min, Dokureihe,
- 2009: Forensik – Mythos Snuff, für ZDFneo, 45 min Dokumentation
- 2008–2011: Galileo, verschiedene Beiträge, für ProSieben
- 2008: Der Wahrheit auf der Spur, für RTL II, 52 min, Dokumentation
- 2007/2008: Das Schachterlrätsel, für Bayerischer Rundfunk, Beitragsreihe
- 2007/2008: Bauer und die Bessertester, für Bayerischer Rundfunk, Beitragsreihe